# HMS Dreadnought (1906)
O HMS Dreadnought foi um couraçado operado pela Marinha Real Britânica que revolucionou a construção naval mundial e criou a classificação de dreadnought. Sua construção começou em outubro de 1905 no Estaleiro Real de Portsmouth e foi lançado ao mar em fevereiro de 1906, sendo comissionado na frota britânica em dezembro do mesmo ano. Era armado com uma bateria principal composta por dez canhões de 305 milímetros montados em cinco torres de artilharia duplas, tinha um deslocamento carregado de 21 mil toneladas e alcançava uma velocidade máxima de 21 nós.
O desenvolvimento do seu projeto começou em 1904 e foi liderado pelo almirante sir John Fisher, na época o Primeiro Lorde do Mar do Almirantado Britânico, com o auxílio de um comitê especial. O Dreadnought foi o primeiro couraçado do mundo armado com uma bateria principal uniforme e o primeiro navio capital do mundo equipado com um sistema de propulsão composto por turbinas a vapor. Seu lançamento causou o início de uma corrida armamentista naval mundial por embarcações semelhantes, especialmente entre a própria Marinha Real e a Marinha Imperial Alemã.
O Dreadnought teve um início de carreira tranquilo e sem grandes incidentes, servindo como parte da Frota Doméstica e como sua capitânia entre 1907 e 1911. A Primeira Guerra Mundial começou em 1914 e o navio passou todo o conflito realizando patrulhas e exercícios. Ele nunca chegou a entrar em batalha, tendo perdido a Batalha da Jutlândia em 1916 porque estava em manutenção, com a única ação de sua carreira tendo sido abalroar e afundar o submarino alemão SM U-29 em março de 1915. O Dreadnought foi descomissionado em agosto de 1918 e desmontado em 1923.

## Antecedentes
Desenvolvimentos na artilharia naval nas décadas de 1890 e 1900 aumentaram as esperadas distâncias de batalha para inéditos 5,5 quilômetros, uma distância grande o bastante que forçavam os artilheiros a esperarem os projéteis caírem antes de realizarem correções para o disparo seguinte. Um problema vindo disto era que as colunas de água causadas pelas várias armas menores dos navios tendiam a obscurecer as colunas maiores dos canhões principais. As armas menores teriam que esperar pelas maiores e mais lentas, desta forma perdendo a vantagem de sua cadência de tiro maior, ou suas miras seriam imprecisas devido à incerteza sobre de quem eram as colunas. Outro problema era que torpedos de longo alcance entrariam em serviço em breve e estes desencorajariam embarcações de se aproximarem dos inimigos, onde os canhões com cadência de tiro maior teriam prevalência. Manter a distância grande geralmente acabava com a ameaça de torpedos, reforçando ainda mais a necessidade de armas grandes de tamanho uniforme.

O "couraçado ideal" de Cuniberti

O arquiteto naval italiano Vittorio Cuniberti propôs pela primeira vez em 1903 o conceito de um couraçado armado apenas com canhões grandes. Entretanto, a Marinha Real Italiana decidiu não adotar suas ideias, assim ele resolveu escrever um artigo para a Jane's Fighting Ships defendendo seus conceitos. Sua proposta de um "couraçado ideal" seria de um navio com dezessete mil toneladas, armado com uma bateria principal composta por doze canhões de 305 milímetros em oito torres de artilharia, protegido por um cinturão principal de blindagem com 305 milímetros de espessura e com uma velocidade máxima de 24 nós (44 quilômetros por hora).
Tanto a Marinha Real Britânica, quanto a Marinha Imperial Japonesa e a Marinha dos Estados Unidos reconheceram esses vários problemas antes de 1905. A Marinha Real modificou o projeto dos couraçados da Classe Lord Nelson para incluir um armamento secundário de mais poderosos canhões de 234 milímetros que tinham um alcance maior do que as armas de 152 milímetros de navios anteriores, porém uma proposta de arma-los apenas com canhões de 305 milímetros foi rejeitada. O couraçado japonês Satsuma teve suas obras iniciadas como um couraçado apenas com armas grandes, porém escassez de canhões fez com que fosse equipado com apenas quatro dos doze canhões de 305 milímetros originalmente planejados. Os norte-americanos começaram os projetos de couraçados com apenas armas grandes por volta da mesma época em meados de 1904, porém seu progresso foi mais lento e os resultantes couraçados da Classe South Carolina só foram encomendados em março de 1906.
O engenheiro Charles Algernon Parsons inventou a turbina a vapor em 1884 e isto levou a um aumento significativo da velocidade máxima de navios, algo demonstrado de forma não-autorizada em 1897 por seu iate Turbinia durante a revista naval de celebração do jubileu de diamante da rainha Vitória, quando a embarcação alcançou 34 nós (63 quilômetros por hora). Mais testes com turbinas a vapor foram realizados nos contratorpedeiros HMS Cobra e HMS Viper, além de experiências positivas em vários navios de passageiros menores, levando à decisão da Marinha Real de adotar a turbina a vapor como o sistema de propulsão padrão para todos os seus navios.
A Batalha do Mar Amarelo de 1904 e a Batalha de Tsushima de 1905 na Guerra Russo-Japonesa foram analisadas, com um relatório afirmando que "artilharia de [305 milímetros]" de ambos os lados demonstrou poder de fogo e precisão, diferentemente de projéteis de 254 milímetros. O almirante sir John Fisher, o Primeiro Lorde do Mar do Almirantado Britânico, queria que suas ideias para um navio de guerra com armas de 305 milímetros e velocidade de 21 nós (39 quilômetros por hora) fossem confirmadas, refinadas e implementadas, destacando que a frota japonesa na Batalha de Tsushima foi capaz de cruzar o "T" dos russos devido sua velocidade superior. A Batalha do Mar Amarelo foi travada a uma distância de treze quilômetros, algo inédito para qualquer marinha no mundo até então, confirmando ainda mais o que a Marinha Real já acreditava.

## Desenvolvimento

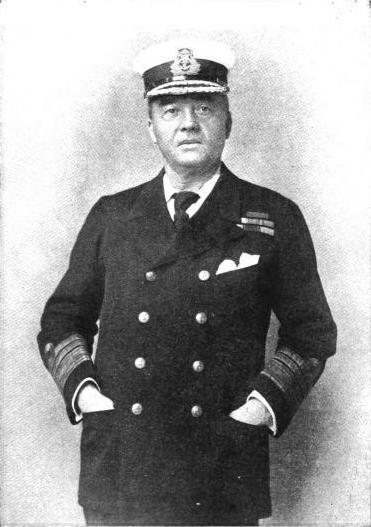
Sir John Fisher, quem liderou o desenvolvimento do Dreadnought

Fisher propôs no início da década de 1900 vários projetos diferentes para couraçados com armamento uniforme, reunindo no início de 1904 um grupo extraoficial de conselheiros para ajudá-lo a decidir nas características ideais desse navio. Ele foi nomeado Primeiro Lorde do Mar em 20 de outubro de 1904 e pressionou para que o Conselho do Almirantado aprovasse que o próximo couraçado da Marinha Real fosse armado com canhões de 305 milímetros e que tivesse uma velocidade máxima de pelo menos 21 nós. Ele reuniu em janeiro de 1905 um "Comitê sobre Projetos", incluindo muitos membros de seu grupo informal, com o objetivo de avaliar as várias propostas de projeto e ajudar no detalhado processo de projeto. Apesar de nominalmente independente, ele também tinha como propósito desviar críticas contra Fisher, com o Conselho não podendo considerar opções fora aquelas já decididas pelo comitê. Fisher nomeou todos os seus membros e era também seu presidente.
O comitê decidiu sobre o arranjo da bateria principal, rejeitando quaisquer torres de artilharia sobrepostas por preocupações sobre os efeitos das ondas de choque da torre superior sobre as observações de mira da torre inferior, escolhendo também em 18 de janeiro as turbinas a vapor sobre motores de tripla-expansão porque isto economizaria mais de mil toneladas. O comitê também tomou decisões sobre vários outros elementos, incluindo o número de eixos, o tamanho do armamento contra barcos torpedeiros e, mais importante, a adição de anteparas longitudinais para proteger os depósitos de munição de explosões subaquáticas. Isto foi considerado necessário depois de se acreditar que o couraçado russo Tsesarevich tinha sobrevivido a um torpedo japonês na Guerra Russo-Japonesa por causa de sua pesada antepara interna. Em compensação, a espessura do cinturão principal foi reduzida em 25 milímetros a fim de impedir um aumento no deslocamento da embarcação.
O comitê finalizou suas deliberações em 22 de fevereiro e relatou suas conclusões em março. Foi decidido que, pela natureza experimental do navio, quaisquer encomendas para mais couraçados semelhantes deveriam esperar até o fim de seus testes marítimos. A forma do casco foi projetada depois do projeto do resto do couraçado ter sido finalizado, sendo testado em um tanque do Almirantado em Gosport. Sete versões foram necessárias antes da forma final ser selecionada. Assim que o projeto geral foi terminado, três engenheiros assistentes e treze desenhistas produziram plantas detalhadas. A estrutura interna do casco foi simplificada o máximo possível para tentar acelerar a construção, também tendo sido feita uma tentativa de padronização em um número limitado de placas padrão que variavam apenas na espessura.

## Projeto

### Características

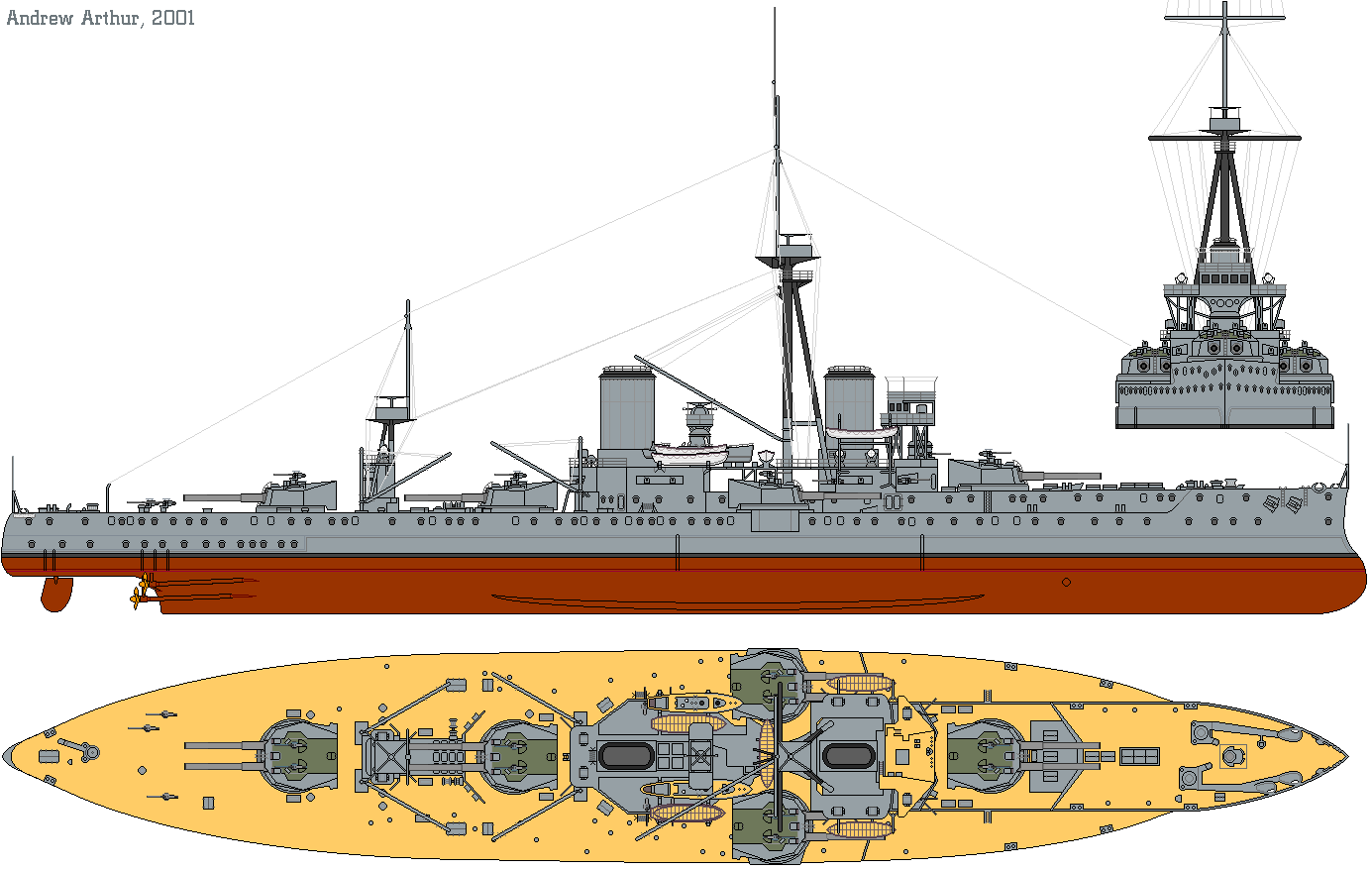
Desenho do Dreadnought

O Dreadnought era uma embarcação significativamente maior do que os couraçados anteriores. Ele tinha 160,6 metros de comprimento de fora a fora, uma boca de 25 metros e um calado máximo de nove metros quando totalmente carregado. Seu deslocamento normal era de 18 410 toneladas, enquanto seu deslocamento carregado chegava a 21 060 toneladas, aproximadamente três mil toneladas a mais do que navios anteriores. Tinha um fundo duplo e uma altura metacêntrica de 1,7 metros.
Oficiais em navios da Marinha Real costumavam ficar alojados à ré, mas o Dreadnought alterou esse arranjo para que eles ficassem próximos de suas posições de batalha. Esta mudança foi muito impopular com os oficias, em parte porque agora ficavam próximos dos barulhentos maquinários auxiliares, enquanto as turbinas deixavam a popa do navio muito mais quieta do que tinha sido nos navios a vapor anteriores. Este arranjo só foi ser alterado de volta para o original nos couraçados da Classe King George V. Sua tripulação originalmente consistia em setecentos oficiais e marinheiros, porém em 1916 tinha crescido para 810.
A energia elétrica do Dreadnought era produzida por três geradores Siemens de cem quilowatts e cem volts de corrente contínua cada. Estes por sua vez eram impulsionados por dois motores a vapor Brotherhood e dois motores a diesel Mirrlees; entretanto, este arranjo foi depois alterado para três motores a vapor e um a diesel. Dentre os equipamentos energizados pelos geradores estavam cinco elevadores, oito guinchos de refrigeração, bombas d'água, ventiladores, luzes elétricas e telefones.

### Propulsão
A Vickers, Sons & Maxim foi a principal empreiteira para os maquinários do Dreadnought, porém como não tinham experiência em turbinas a vapor grandes, eles as terceirizaram com a Parsons. O Dreadnought foi o primeiro couraçado a usar turbinas no lugar de motores de tripla-expansão. Era equipado com dois conjuntos de turbinas com acionamento direto, cada uma girando duas hélices de três lâminas com 2,7 metros de diâmetro. Estes motores eram alimentados por dezoito caldeiras Babcock & Wilcox que trabalhavam a uma pressão de 250 libras-força por polegada quadrada (1 724 quilopascais). O sistema tinha uma potência indicada de 23 120 cavalos-vapor (dezessete mil quilowatts) para uma velocidade máxima de 21 nós. Durante seus testes marítimos em 6 de outubro de 1906, o Dreadnought alcançou 21,6 nós (quarenta quilômetros por hora) a partir de 27,4 mil cavalos-vapor (20 147 quilowatts). Podia carregar 2 914 toneladas de carvão, mais 1 140 toneladas de óleo combustível que tinha a intenção de ser borrifado sobre o carvão para aumentar a queima. Isto dava ao navio uma autonomia de 6 620 milhas náuticas (12 260 quilômetros) a dez nós (dezenove quilômetros por hora).
| 1 – eixo externo; 2 – exaustão da turbina de alta pressão de ré para a turbina de baixa pressão de ré; 3 – turbina de alta pressão de ré; 4 – pistão falso; 5 – rolamentos do eixo do rotor; 6 – turbina de alta pressão de vante; 7 – eixo interno; 8 – vapor principal para turbina de alta pressão de vante; 9 – bloco de impulso externo; 10 – vapor principal para turbina de alta pressão de ré; 11 – vapor principal para sala de caldeiras; 12 – válvula de manobra de ré; 13 – válvula de manobra de vante; 14 – válvula de manobra de cruzeiro; 15 – vapor principal para turbina de cruzeiro; 16 – condensador principal; 17 – exaustão para condensador; 18 – turbina de baixa pressão de ré; 19 – turbina de baixa pressão de vante; 20 – exaustão da turbina de alta pressão de ré para a turbina de baixa pressão de vante; 21 – exaustão de turbina de cruzeiro para turbina de alta pressão de vante; 22 – turbina de cruzeiro; 23 – bloco de impulso interno |

### Armamento

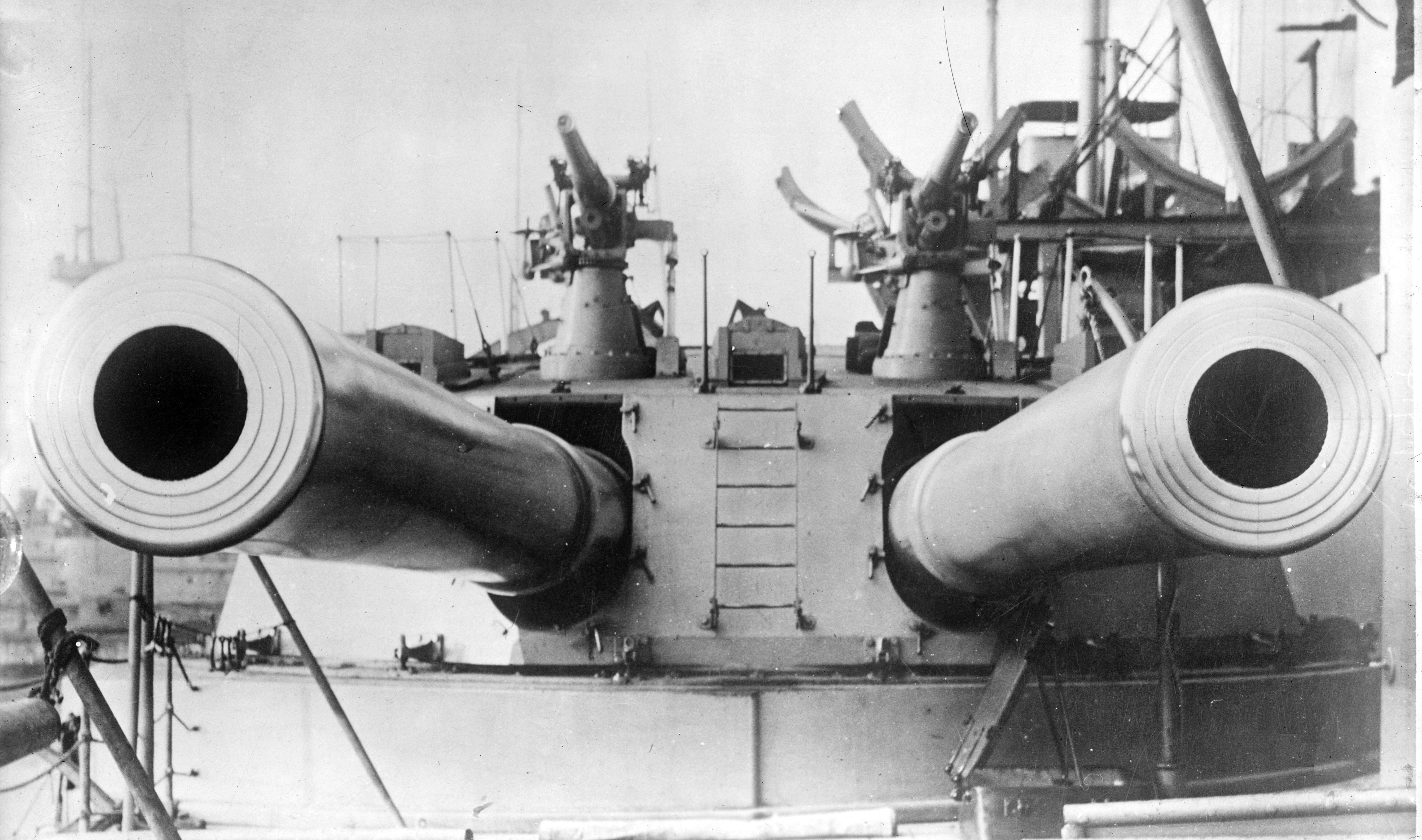
Uma torre de artilharia principal do Dreadnought com dois canhões de 76 milímetros em cima

O armamento principal tinha dez canhões Marco X calibre 45 de 305 milímetros montados em cinco torres de artilharia duplas Marco BVIII. A torre de vante ("A") e as duas de ré ("X" e "Y") ficavam na linha central do navio, com duas torres laterais ("P" e "Q") ficando a bombordo e estibordo da superestrutura, respectivamente. Este arranjo permitia que o couraçado disparasse uma salva lateral máxima de oito canhões entre sessenta graus à vante da boca e cinquenta graus à ré. Além desses limites era capaz seis canhões à ré e quatro à vante. Em um grau à vante ou ré era capaz de disparar seis armas, porém isto infligiria danos contra sua superestrutura.
Os canhões podiam abaixar até três graus negativos e elevar até 13,5 graus. Eles disparavam projéteis perfurantes de 390 quilogramas a uma velocidade de saída de 831 metros por segundo, tendo um alcance de quinze quilômetros em elevação máxima. Usando um projétil mais aerodinâmico e mais pesado, o alcance aumentava para 17,2 quilômetros. A cadência tiro era de aproximadamente dois disparos por minuto. Cada canhão tinha à sua disposição um carregamento de oitenta projéteis.
O armamento secundário inicialmente consistia em 27 canhões Marco I calibre 50 de 76 milímetros. Tinham uma elevação que variava entre dez graus negativos e vinte graus, disparavam um projétil de 5,7 quilogramas a uma velocidade de saída de 810 metros por segundo com uma cadência de tiro de vinte disparos por minuto. Cada arma tinha um carregamento de trezentos projéteis. O Dreadnought também foi equipado com cinco tubos de torpedo submersos de 450 milímetros, dois em cada lateral e um na popa. O navio levava ao todo 23 torpedos. Seus barcos de piquete a vapor também podiam levar seis torpedos de 356 milímetros.
O plano original era para que os oito canhões secundários do castelo de proa e tombadilho fossem removidos e guardados em calços no convés durante o dia para que não fossem danificados pelas ondas de choque dos canhões principais. Testes em dezembro de 1906 mostraram isso era muito mais difícil do que o esperado e assim os dois canhões de bombordo do castelo de proa e o canhão externo de estibordo do tombadilho foram transferidos para o teto das torres de artilharia. As armas restantes do castelo de proa e o canhão externo de bombordo foram removidos até o final de 1907, reduzindo o total de armas para 24. Os dois canhões que estava no topo da torre A foram recolocados em suas posições originais no tombadilho de estibordo durante uma reforma em 1915. Duas armas na superestrutura de ré foram removidas no ano seguinte, reduzindo o total para 22. Duas das armas no tombadilho receberam montagens para se tornarem armas antiaéreas em 1917, enquanto duas ao lado da torre de comando foram removidas.
Dois canhões antiaéreos Hotchkiss de 57 milímetros em montagens grande angulares foram instaladas no tombadilho em 1915. Podiam abaixar até oito graus negativos e elevar até sessenta graus. Disparavam projéteis de 2,7 quilogramas a uma velocidade de saída de 538 metros por segundo. Foram substituídos em 1916 por dois canhões de 76 milímetros em montagens Marco II. Estas podiam abaixar até dez graus e elevar até noventa graus, disparando projéteis de 5,7 quilogramas a uma velocidade de saída de 767 metros por segundo e cadência de tiro de 29 disparos por minuto. Tinham uma altura máxima de disparo eficaz de 7,2 quilômetros.

### Controle de disparo
O Dreadnought foi um dos primeiros navios da Marinha Real equipados com instrumentos para transmitir eletricamente informações de distância, ordem e desvio para as torres de artilharia. As posições de controle para o armamento principal ficavam na gávea no mastro de vante e em uma plataforma no teto da torre de sinais. Dados de telêmetros Barr and Stroud FQ-2 de 2,7 metros localizados em cada posição eram colocados em um computador mecânico Dumaresq e transmitidos eletricamente para um relógio de distância Vickers que ficava na Estação de Transmissão abaixo de cada posição no convés, onde era convertido em dados de distância e desvio para uso dos canhões. Tubos de voz foram mantidos para uso entre a Estação de Transmissão e as posições de controle. Os dados do alvo também eram gravados graficamente em uma mesa de plotagem para ajudar o oficial de artilharia na previsão dos movimentos dos alvos. As torres, Estação de Transmissão e posições de controle poderiam ser conectadas em quase qualquer combinação.
Testes no navio blindado HMS Hero em 1907 revelaram que esse sistema era vulnerável a disparos, pois a gávea foi atingida duas vezes e um grande estilhaço rompeu o tubo de voz e toda fiação do mastro. O sistema de controle de disparo do Dreadnought foi assim completamente aprimorado durante uma reforma entre 1912 e 1913. O telêmetro da gávea recebeu um estabilizador giroscópio e as torres "A" e "Y" foram modificadas para servirem de posições de controle secundárias para parte ou todo o armamento principal. Um telêmetro adicional de 2,7 metros foi instalado na plataforma da bússola. Além disso, a torre "A" recebeu outro telêmetro de 2,7 metros na parte de trás de seu teto, enquanto uma Mesa de Controle de Disparo Dreyer Marco I foi instalada na Estação de Transmissão principal. Esta combinava as funções do Dumaresq e relógio de distância.
A tecnologia de controle de disparo avançou rapidamente nos anos que precederam a Primeira Guerra Mundial, com o desenvolvimento mais importante sendo o diretório de controle de disparo. Este consistia de um diretório montado no alto do navio que proporcionava eletricamente dados para as torres que os artilheiros deveriam seguir. O diretório disparava os canhões simultaneamente, o que ajudava no avistamento de colunas de água e minimizava os efeitos de rolamento na dispersão dos projéteis. Um protótipo foi instalado no Dreadnought em 1909, mas foi removido para evitar conflitos com seus deveres de capitânia da Frota Doméstica. Preparações para a instalação de um diretório modelo de produção foram feitos durante reformas em meados de 1915 e todas as torres receberam telêmetros de 2,7 metros na mesma época. Não se sabe a data exata de instalação desse diretório além de que não foi instalado antes do final de 1915, sendo provavelmente adicionado durante uma reforma entre abril e junho de 1916.

### Blindagem

Corte transversal à meia-nau do esquema de blindagem do Dreadnought

O Dreadnought usava em sua maior parte uma blindagem feita de aço cimentado Krupp. Seu cinturão principal tinha uma espessura máxima de 279 milímetros, reduzindo-se para 178 milímetros na extremidade inferior. Ele se estendia desde a ré da barbeta da torre de artilharia "A" até o centro da barbeta da torre "Y". Reduzia-se para 229 milímetros sobre a barbeta "A", com uma extensão de 152 milímetros prosseguindo para vante até a proa e outra semelhante de 102 milímetros indo até a popa. Uma antepara de 203 milímetros ficava angulada obliquamente do final do cinturão até a lateral da barbeta "X" para fechar completamente a cidadela blindada até o nível do convés mediano. Um outro cinturão de 203 milímetros de espessura ficava acima do principal, mas se estendia apenas até o convés principal. Um grande problema do esquema de blindagem do Dreadnought era que apenas sessenta centímetros de seu cinturão principal ficava acima da linha de flutuação em deslocamento normal, ficando submerso por trinta centímetros em deslocamento carregado, significando que a linha de flutuação era protegida apenas pelo cinturão superior de 203 milímetros.
As frentes e laterais das torres de artilharia eram protegidas por uma blindagem de 279 milímetros, enquanto os tetos eram feitos de 76 milímetros de aço não-cimentado Krupp. As partes expostas das barbetas também tinham 279 milímetros, mas as partes internas acima do convés principal tinham 203 milímetros. A barbeta "X" era toda de 203 milímetros. A blindagem das barbetas abaixo do convés principal diminuía para 102 milímetros, exceto nas barbetas "A" e "Y", que mantinham uma espessura de 203 milímetros e 279 milímetros, respectivamente. A espessura do convés principal ficava entre dezenove e 25 milímetros. O convés mediano tinha 44 milímetros em superfícies planas e setenta milímetros onde ele inclinava-se para baixo a fim de se encontrar com a extremidade inferior do cinturão principal. Sobre os depósitos de munição das torres "A" e "Y" o convés mediano aumentava sua espessura 76 milímetros, tanto na parte inclinada quanta na reta. O convés inferior tinha 38 milímetros à vante e cinquenta milímetros à ré até aumentar para 76 milímetros sobre os equipamentos de direção.
As laterais da torre de comando tinham 279 milímetros e um teto de 76 milímetros feito de aço não-cimentado Krupp. Seus tubos de comunicação tinham paredes de 203 milímetros de aço de baixo carbono até a Estação de Transmissão. As paredes da torre sinaleira tinham 203 milímetros de espessura, enquanto era de aço não-cimentado Krupp de 76 milímetros. Anteparas antitorpedo de cinquenta milímetros foram instaladas atrás dos depósitos de munição das torres "A", "X" e "Y", porém tinham 102 milímetros nas torres "P" e "Q" a fim de compensar por sua localização lateral. O Dreadnought recebeu redes antitorpedo como era comum para navios de guerra da época, mas foram removidas no início da Primeira Guerra Mundial porque causavam uma perda considerável de velocidade e podiam ser facilmente atravessados por torpedos com lâminas na cabeça.

## História

### Construção

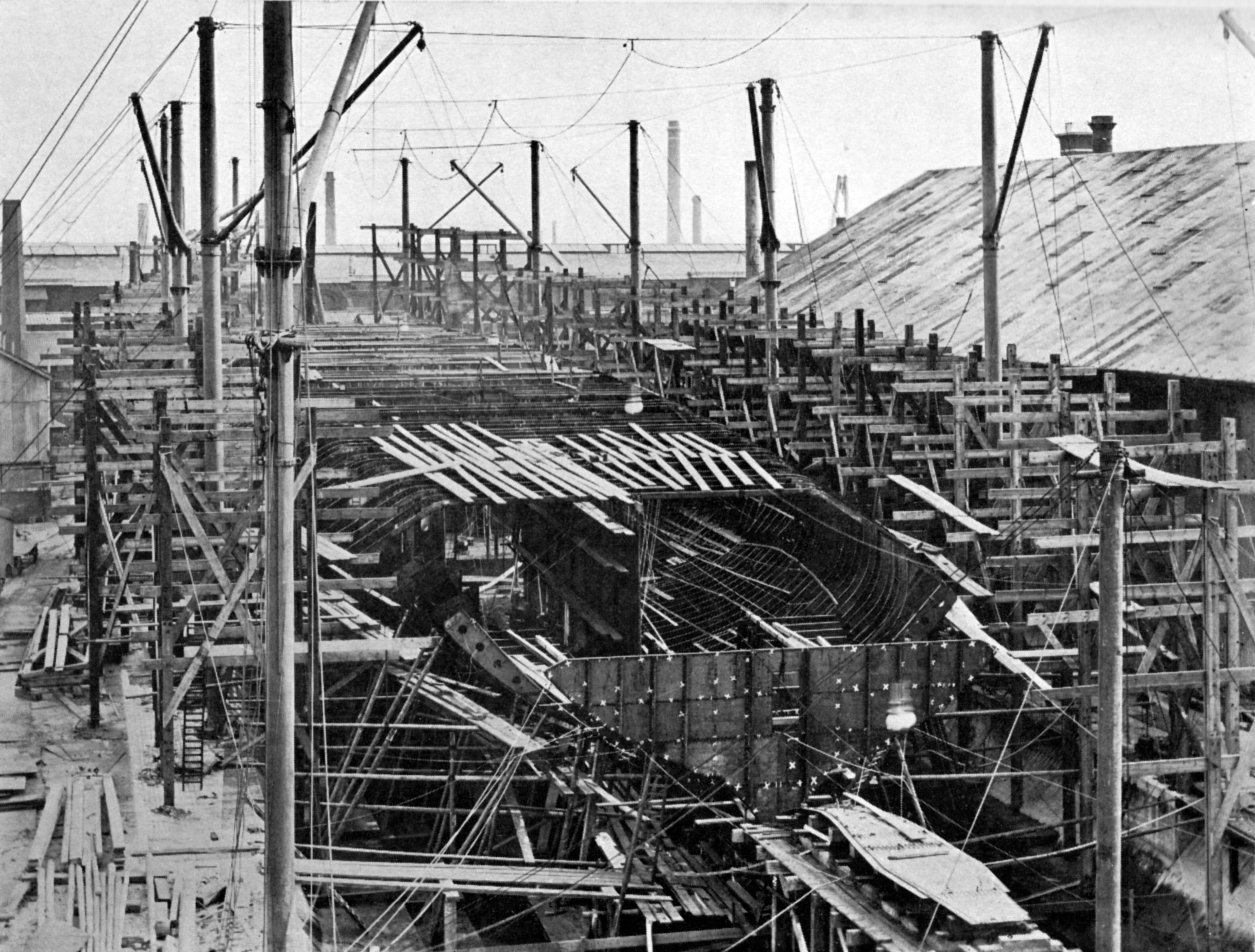
O Dreadnought em construção, cinco dias depois de seu batimento de quilha

O objetivo de Fisher era que o navio fosse construído em apenas um ano, então para isso materiais foram armazenados previamente e uma grande pré-fabricação foi realizada a partir de maio de 1905. Seu batimento de quilha ocorreu em 2 de outubro de 1905 no Estaleiro Real de Portsmouth, que era considerado o estaleiro mais rápido do mundo. A rampa de lançamento nº 5 foi protegida de olhos públicos e tentativas foram feitas para indicar que o projeto do navio não era diferente de outros couraçados contemporâneos. Aproximadamente 1,1 mil trabalhadores estavam empregados quando o batimento ocorreu, porém este número rapidamente cresceu para três mil. Em embarcações anteriores, esperava-se 48 horas de trabalho por semana, porém para o Dreadnought os trabalhadores foram obrigados a fazer 69 horas, seis dias por semana em turnos de doze horas das 6h00min às 18h00min, horas extras obrigatórias e com um intervalo de apenas meia-hora para almoço. Turnos duplos foram considerados, mas não feitos por escassez de trabalhadores.
O Dreadnought foi lançado ao mar em 10 de fevereiro de 1906, sendo batizado pelo rei Eduardo VII. Foram apenas quatro meses entre batimento e lançamento. Uma cerimônia grande e elaborada tinha sido planejada para o lançamento com o objetivo de destacar a importância da embarcação, porém um evento muito mais sóbrio foi realizado porque a corte estava de luto pela morte recente do rei Cristiano IX da Dinamarca, o pai da rainha Alexandra. Os custos da construção ficaram entre 1,6 e 1,7 milhões de libras esterlinas. Sua construção extremamente rápida tinha a intenção de demonstrar que o Reino Unido poderia construir uma vantagem numérica insuperável em couraçados. Seu projeto foi revolucionário e deixou todos os couraçados construídos até então obsoletos, com estes sendo retroativamente chamados de "pré-dreadnoughts" e os novos navios que se seguiram de "dreadnoughts". Sua construção iniciou uma corrida armamentista naval mundial por couraçados semelhantes, especialmente entre a Marinha Real e a Marinha Imperial Alemã.

### Testes marítimos

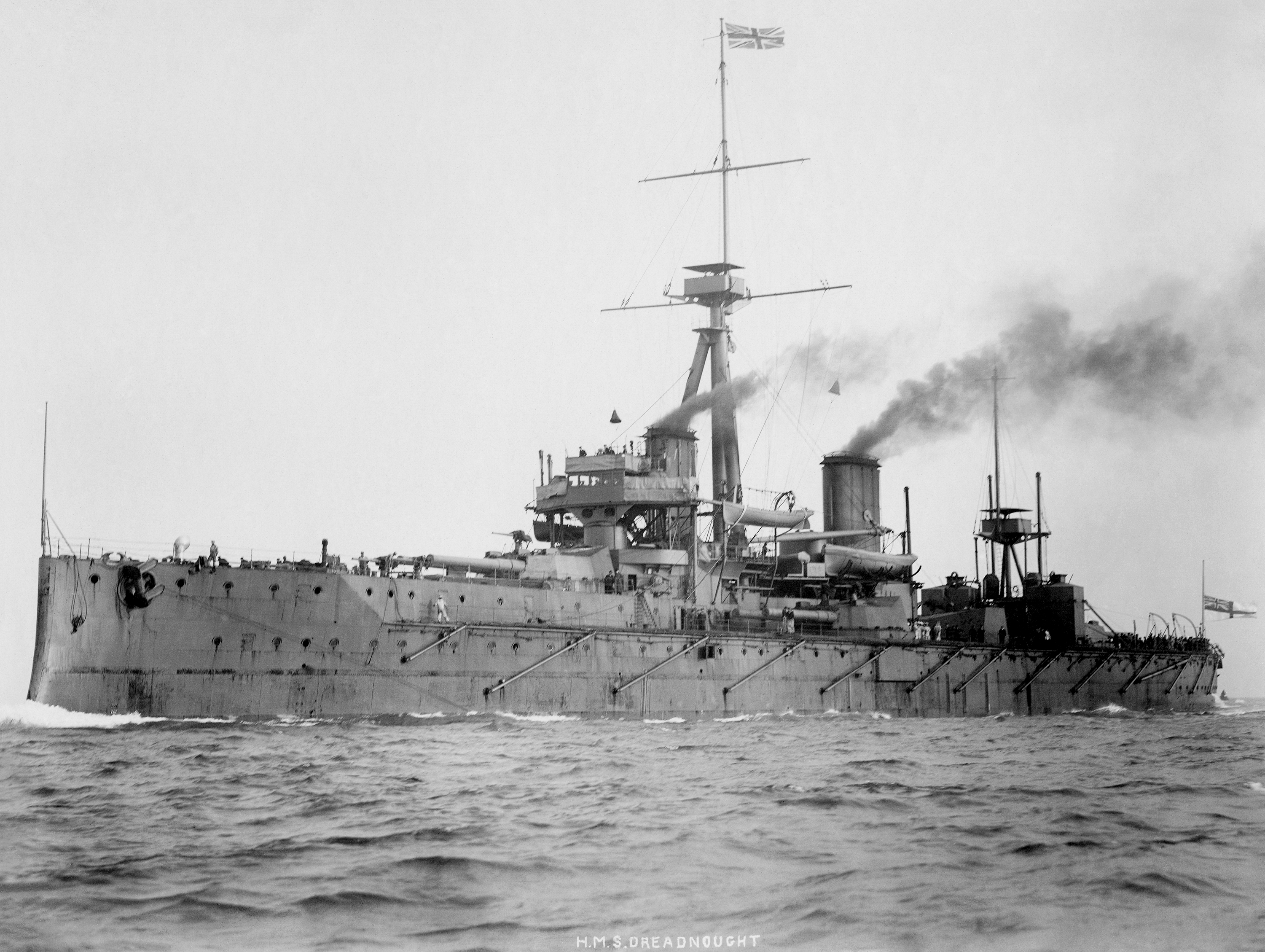
O Dreadnought c. 1906–1907

Os motores foram ligados pela primeira vez em 1º de outubro de 1906 e o Dreadnought partiu para dois dias de testes marítimos em 3 de outubro em Devonport, um ano depois do início de sua construção. Ele realizou no dia 9 seus testes de fabricante de oito horas em potência máxima próximo de Polperro, no litoral da Cornualha, alcançando uma velocidade média de 20,05 nós. Retornou para Portsmouth para realizar testes de artilharia e torpedo, em seguida tendo sua última equipagem. Foi comissionado na frota britânica em 11 de dezembro, quinze meses depois de seu batimento. Alguns historiadores como Antony Preston e Oscar Parkes sugeriram que a finalização do Dreadnought foi acelerada ao se usar canhões e torres de artilharia que tinham originalmente sido encomendados para a Classe Lord Nelson. Entretanto, o historiador John Roberts destacou que as armas e torres do novo couraçado só foram encomendadas em julho de 1905, sendo mais provável que elas receberam prioridade sobre aquelas da Classe Lord Nelson.
O Dreadnought logo em seguida foi para o Mar Mediterrâneo para testes mais abrangentes, parando na Espanha, Gibraltar e Sardenha. O navio então cruzou o Oceano Atlântico em janeiro de 1907 até Port of Spain nas Índias Ocidentais Britânicas, retornando para Portsmouth em 23 de março. Seus motores e canhões foram checados minuciosamente durante a viagem pelo capitão Reginald Bacon, ex-Assistente Naval de Fisher e também um membro do Comitê sobre Projetos. Seu relatório afirmou que "Membro algum do Comitê sobre Projetos ousou ter esperanças de que todas as inovações apresentadas seriam tão bem-sucedidas como foi o caso". Sua velocidade média entre Gibraltar e Port of Spain foi de dezessete nós (31 quilômetros por hora), enquanto de Port of Spain para Portsmouth foi de dezenove nós (35 quilômetros por hora)., uma performance inédita até então. Este cruzeiro de testes também revelou algumas questões que foram sanadas durante reformas posteriores, principalmente a substituição de seus motores de direção e adição de maquinários de refrigeração para reduzir as temperaturas dos depósitos de munição. Entretanto, um problema que nunca foi resolvido foi a posição de seu mastro de vante à ré da primeira chaminé, o que colocava a gávea no caminho da pluma de gases quentes oriunda da exaustão das caldeiras, o que prejudicava sua capacidade de batalha.

### Carreira

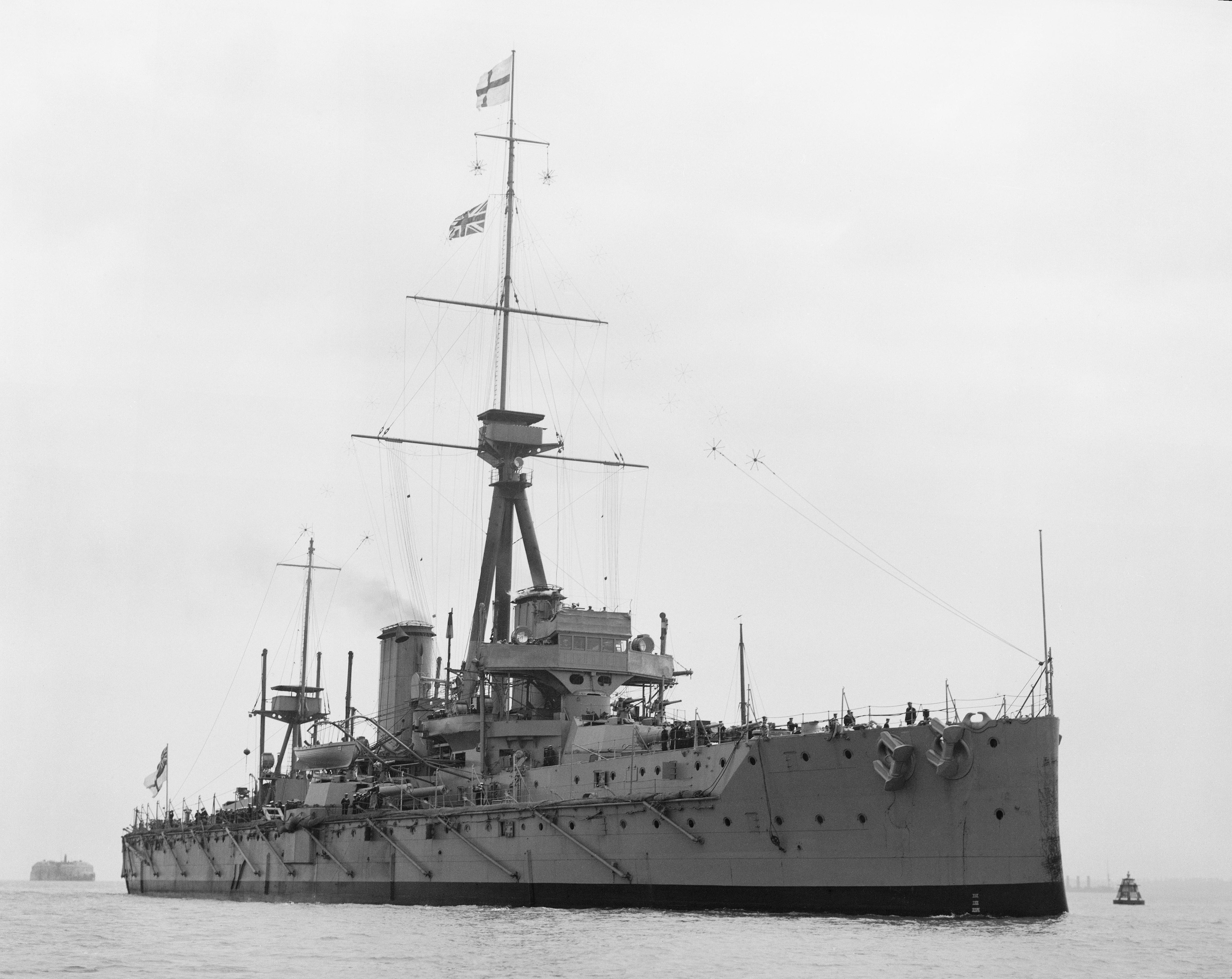
O Dreadnought em maio de 1912

O Dreadnought desempenhou o papel de capitânia da Frota Doméstica entre 1907 e 1911. Ele atraiu em 1910 a atenção do notório embusteiro Horace de Vere Cole, que conseguiu persuadir a Marinha Real a permitir que um suposto grupo de nobres da Abissínia visitassem o couraçado. Na realidade, estes eram amigos de Cole disfarçados e em blackface, incluindo a escritora Virginia Woolf e seus amigos do Grupo de Bloomsbury; este incidente ficou conhecido como o embuste do Dreadnought. Cole escolheu o couraçado como o alvo de sua brincadeira porque era na época o símbolo mais proeminentemente visível do poderio naval britânico.
A embarcação foi substituída como capitânia da Frota Doméstica em março de 1911 pelo HMS Neptune, sendo designado para servir como parte da 1ª Divisão. Participou em junho da revista naval em celebração à coroação do rei Jorge V e da rainha Maria. A 1ª Divisão foi renomeada para 1ª Esquadra de Batalha no início de 1912, com o Dreadnought sendo transferido em dezembro para 4ª Esquadra de Batalha como sua capitânia. Entre setembro e dezembro de 1913 ele realizou treinamentos no Mar Mediterrâneo.
A Primeira Guerra Mundial começou no final de julho de 1914, com o Dreadnought ficando baseado em Scapa Flow no Mar do Norte. Foi substituído como capitânia da 4ª Esquadra de Batalha em 10 de dezembro pelo couraçado HMS Benbow. A esquadra estava no Estreito de Pentland em 18 de março de 1915 quando o submarino alemão SM U-29 emergiu na superfície imediatamente à frente do Dreadnought logo depois de ter lançado torpedos contra o Neptune, com o Dreadnought abalroando e partindo o U-29 em dois depois de uma pequena perseguição. Nisto, o navio quase colidiu com o couraçado HMS Temeraire, que também estava tentando abalroar o submarino. O Dreadnought é o único couraçado na história a ter propositalmente afundado um submarino.
Passou por reformas em Portsmouth entre 18 de abril e 22 de junho de 1916, desta forma não esteve presente na Batalha da Jutlândia. Se tornou a capitânia da 3ª Esquadra de Batalha em 9 de julho, ficando baseado em Sheerness junto com um grupo de pré-dreadnoughts para responder a qualquer ameaça de bombardeio litorâneo de cruzadores de batalha alemães. Durante este período atacou uma aeronave alemã que estava seguindo para Londres. Retornou para a Grande Frota em março de 1918, retomando seus deveres como capitânia da 4ª Esquadra de Batalha, porém foi descomissionado em 7 de agosto em Rosyth. O Dreadnought foi colocado à venda em 31 de março de 1920 e vendido para desmontagem para a Thos. W. Ward em 9 de maio de 1921 por 36 630 libras. Chegou em Inverkeithing em 2 de janeiro de 1923 e desmontado em seguida.